# No Keo Kuman
No Keo Kuman (auch Phra Nga Nakhon (Nakorn) Noi Hno Mueang Keo Koumane, voller Thronname Somdet Brhat Vora Ratana Dharmapasuta Sethakassa Atsamachandra Suvarna Samudhi Khakharattanasara Raja Bupati; * 1571 in Vientiane; † 1596 ebenda) war zwischen 1571 und 1572 sowie 1590 bis 1596 König von Lan Xang.

## Leben
No Keo Kuman wurde als Prinz (Brhat-Angka Negara Nawi) Nu Mueang Kaeva Kumara (Phra Nga Nakhon Noi Hno Mueang Keo Kuman) geboren und war der Sohn von König Sai Setthathirath I. (reg. 1548–1571). Er wurde 1571 nach dem Verschwinden seines Vaters zum König erklärt und unter die Regentschaft seines Großvaters mütterlicherseits Phra Nga Sen Sulintara Lusai gestellt. Dieser verdrängte ihn 1572 vom Thron und sandte ihn 1575 nach Birma, wo er in Pegu eine Ausbildung erhielt, wie es bei vielen Angehörigen der Vasallenstaaten Birmas der Fall war, siehe z. B. Naresuan.
1582 wurde König von Lan Xang Nakhon Noi gezwungen und als Gefangener nach Birma geschickt. Beim Volk war er wegen seiner Grausamkeit verhasst. Nach Nakhon Noi folgte ein 8 Jahre Interregnum und eine Zeit der starken Instabilitäten. No Keo Kuman wurde vom Volk stets als der rechtmäßige König angesehen, und nachdem er 1590 alt genug war, sandte man eine Delegation nach Pegu, um von König Nandabayin seine Wiedereinsetzung zu erreichen. No Keo Kuman wurde freigelassen und im Jahr darauf in Vientiane gekrönt. 1593 erklärte er die Unabhängigkeit Lan Xangs und musste deshalb viele Angriffe der Birmanen ertragen. Er starb 1596 in Vientiane ohne einen Sohn zu hinterlassen. Sein Cousin Voravongse II. folgte ihm nach.